# Углокрыльница южная
Углокрыльница южная или Углокрыльница Эгея (Polygonia egea) — дневная бабочка из семейства Nymphalidae.

## Этимология латинского названия
Эгей (греческая мифология) — афинский царь, сын Пандиона, отец Тесея, в результате трагической ошибки которого бросился в море, названное впоследствии его именем.

## Описание

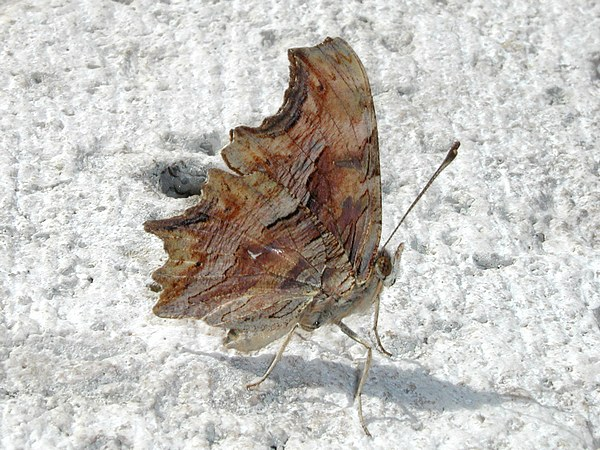
Нижняя сторона крыльев

Длина переднего крыла имаго — 22—27 мм. Размах крыльев от 45 до 52 мм. Самки чаще всего несколько крупнее самца. Отличительный признак — наличие белого пятна на исподе заднего крыла в виде латинской буквы «v» или «y».

## Распространение
Средиземноморское побережье, Южная Франция, Италия, Балканский полуостров, Греция, Турция, Кавказ, Крым, Средний Восток, Северная Индия. Относится к видам, совершающим иногда перелёты на север. В зависимости от погодных условий длительность миграционных перелётов может отличаться. В благоприятные годы долетают от Карпат.
Во Франции очень редкий вид. В Чехии (северная граница миграционного ареала) отмечался один раз в 1965 году в Центральной Моравии. В Болгарии очень местный и редкий, известный из теплых долин рек в горах Родопы и Рила, предгорий Беласици (недалеко от города Петрича), долины Струмы (ущелье Кресна) и гор Стара планина (Сливен, Калоферски манастир, ущелье Искыр).

## Биология
Развивается в двух-трех поколениях. Лёт имаго происходит в мае—июне, затем — в июле—октябре и после зимовки имаго — в марте—апреле (на Восточном Кавказе). Лёт на Центральном Кавказе и в Предкавказье наблюдался лишь в июне—июле. Населяет сухие каменистые горные склоны, закустаренные кормовым растением, до высоты 2500 м над ур. м. Чаще встречается на высотах ниже 1500 м над ур. м. Нередко наблюдается в антропогенных стациях.
Одиночный вид и активный мигрант. Бабочки любят сидеть на открытых каменистых участках, песчаных и каменистых дорогах, стенах зданий у населенных пунктов. Имаго питается на цветах кентрантуса красного — лат. Centranthus ruber (L.), чертополохов — лат. Carduus (L.), будяков и др.
Куколка висит на листьях и стеблях кормового растения. Гусеницы развиваются около 10—14 дней.

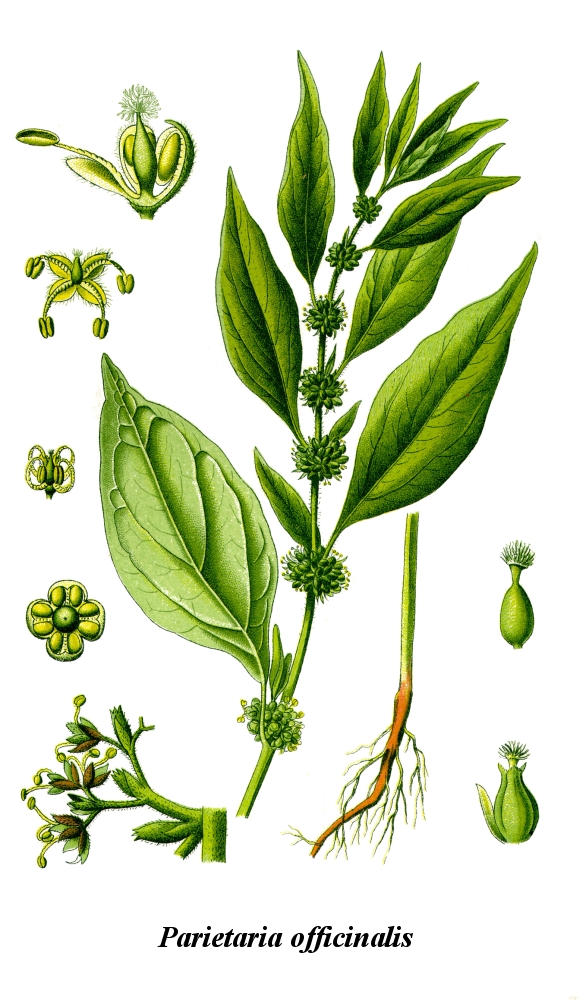
Постенница лекарственная

Кормовые растения гусениц: крапивные — лат. Urticaceae (Juss.), в особенности постенница лекарственная — лат. Parietaria officinalis (L.).

## Замечания по охране
Охраняется в Словении.

## Подобные виды
- Углокрыльница c-белое — Polygonia c-album  (Linnaeus, 1758)
- Углокрыльница с-золотое — Polygonia c-aureum  (Linnaeus, 1767)